# Jan Mellgren
Jan Anders Mellgren, född den 15 december 1911 i Göteborg, död den 19 oktober 1981 i Valbonne, Frankrike, var en svensk patolog.
Mellgren avlade medicine licentiatexamen 1939 och promoverades till medicine doktor vid Uppsala universitet 1945. Han var assistent vid patologiska institutionen i Uppsala 1938–1945, docent och biträdande lärare i patologi i Lund 1945–1947 samt prosektor vid Göteborgs patologiska laboratorium 1947–1948. Mellgren blev professor i allmän patologi och patologisk anatomi vid Lunds universitet 1948 och i speciell patologi vid Göteborgs medicinska högskola 1952 (vid Göteborgs universitet 1954). Han utgav The Anterior Pituitary in Hyperfunction of the Adrenal Cortex (gradualavhandling 1945) samt ett flertal arbeten i patologi och medicinsk cellforskning. Mellgren invaldes som ledamot av Fysiografiska Sällskapet i Lund 1950 och av Vetenskaps- och Vitterhetssamhället i Göteborg 1959. Han blev riddare av Nordstjärneorden 1955 och kommendör av samma orden 1967. Mellgren bosatte sig i Provence 1977, efter sin pensionering. Han är begravd på Östra kyrkogården i Göteborg.